# Wes McCauley
Wesley "Wes" McCauley, född 11 januari 1972, är en kanadensisk ishockeydomare och före detta professionell ishockeyspelare.
Han är son till John McCauley, som själv var ishockeydomare i NHL och var NHL:s domarbas 1986–1989.

## Spelare
Som spelare spelade McCauley för HC Milano 24 i både Serie A och Alpligan; Knoxville Cherokees i ECHL; Las Vegas Thunder och Fort Wayne Komets i International Hockey League (IHL) samt Michigan State Spartans i National Collegiate Athletic Association (NCAA).
McCauley draftades av Detroit Red Wings i åttonde rundan i 1990 års NHL-draft som 150:e spelare totalt.

### Statistik
| 1989–1990   | Michigan State Spartans | NCAA        | 42  | 2  | 7  | 9  | 15  | —  | — | —  | —  | —  |
| 1990–1991   | Michigan State Spartans | NCAA        | 28  | 1  | 2  | 3  | 9   | —  | — | —  | —  | —  |
| 1991–1992   | Michigan State Spartans | NCAA        | 42  | 2  | 10 | 12 | 42  | —  | — | —  | —  | —  |
| 1992–1993   | Michigan State Spartans | NCAA        | 33  | 3  | 6  | 9  | 34  | —  | — | —  | —  | —  |
| 1993–1994   | Knoxville Cherokees     | ECHL        | 56  | 2  | 28 | 30 | 134 | 3  | 0 | 3  | 3  | 0  |
|             | Las Vegas Thunder       | IHL         | 2   | 0  | 0  | 0  | 4   | —  | — | —  | —  | —  |
| 1994–1995   | Muskegon Fury           | COHL        | 63  | 9  | 31 | 40 | 70  | 13 | 7 | 7  | 14 | 4  |
| 1995–1996   | Muskegon Fury           | COHL        | 41  | 17 | 21 | 38 | 46  | 5  | 3 | 11 | 14 | 0  |
|             | Fort Wayne Komets       | IHL         | 8   | 1  | 0  | 1  | 16  | —  | — | —  | —  | —  |
| 1996–1997   | HC Milano 24            | SA          | 10  | 2  | 4  | 6  | 26  | 6  | 0 | 0  | 0  | 12 |
|             | HC Milano 24            | Alpliga     | 18  | 1  | 6  | 7  | 30  | —  | — | —  | —  | —  |
| IHL totalt  | IHL totalt              | IHL totalt  | 10  | 1  | 0  | 1  | 20  | —  | — | —  | —  | —  |
| NCAA totalt | NCAA totalt             | NCAA totalt | 145 | 8  | 25 | 33 | 100 | —  | — | —  | —  | —  |

## Domare
Efter den aktiva spelarkarriären började han arbeta som ishockeydomare och dömer i National Hockey League (NHL) sedan 2003. Fram tills den 1 februari 2021 har han dömt 1 142 grundspelsmatcher, 173 slutspelsmatcher (Stanley Cup) samt åtta Stanley Cup-finaler. McCauley har också dömt internationellt och var en av ishockeydomarna vid World Cup 2016.
År 2018 genomförde Associated Press en omröstning, bland NHL-spelarna, om vilken NHL-domare som var bäst enligt dem. Spelarna utsåg McCauley till ligans bästa domare med 47,8% av rösterna. Två år senare hade tidskriften The Athletic en liknande omröstning och McCauley fick då 71% av rösterna.